# Lispe chui
Lispe chui este o specie de muște din genul Lispe, familia Muscidae, descrisă de Shinonaga și Tadao Kano în anul 1989.
Este endemică în Taiwan. Conform Catalogue of Life specia Lispe chui nu are subspecii cunoscute.